# Łosewo (Grajewo)
Pour les articles homonymes, voir Łosewo.
Łosewo est un village polonais de la gmina de Grajewo, dans le powiat de Grajewo, voïvodie de Podlachie, au nord-est du pays. 
Il est situé à environ 8 km au sud de Grajewo et à 70 km au nord-ouest de la capitale régionale Białystok.